# Toxostoma rufum
Toxostoma rufum là một loài chim trong họ Mimidae.